# Bryum procerum
Bryum procerum là một loài Rêu trong họ Bryaceae. Loài này được Schimp. mô tả khoa học đầu tiên năm 1872.